# Yen Chia-kan
Yen Chia-kan (ur. 23 października 1905, zm. 24 grudnia 1993) – tajwański polityk, prezydent Republiki Chińskiej w latach 1975–1978.
Pochodził z Suzhou w prowincji Jiangsu. Ukończył studia chemiczne na Uniwersytecie Świętego Jana w Szanghaju. Później był m.in. ministrem finansów (1950-1954 i 1958-1963) i gubernatorem prowincji Tajwan (1954-1957). W latach 1963–1972 piastował urząd premiera. Za jego kadencji Tajwan odnotował znaczny wzrost gospodarczy, jednocześnie jednak utracił miejsce w ONZ na rzecz ChRL.
W latach 1966–1975 był wiceprezydentem Republiki Chińskiej. Po śmierci Czang Kaj-szeka 5 kwietnia 1975 roku zgodnie z konstytucją objął urząd prezydenta. Pełnił tę funkcję do 20 maja 1978 roku, kiedy to Zgromadzenie Narodowe wybrało głową państwa Chiang Ching-kuo.
Po zakończeniu prezydentury był przewodniczącym Rady Chińskiego Odrodzenia Kulturalnego i dyrektorem Narodowego Muzeum Pałacowego.